# Pixel (智能手机)
Google Pixel & Pixel XL是Google在2016年10月4日推出的全新Android智能手机，接任之前的Nexus 6P系列，也是Pixel系列首次推出智能手機產品；於當地時間2016年10月4日的Google秋季發表會上正式公布。Pixel & Pixel XL分別為5吋、5.5吋兩個版本，由HTC代工，Google掌控硬件設計研發，搭載降頻版高通驍龍821處理器和Android Nougat 7.1系統，支持IP53级别防水/防尘。Pixel & Pixel XL也是首次在系统中直接搭载Google的智能助手应用Google Assistant的机型。
Pixel手機有一個鋁製外殼，後面有一個玻璃面板，一個USB-C連接器，3.5毫米耳機插孔和一個1230萬像素的後置。在推出時，這些設備具有一些獨有的軟體功能，包括Android操作系统的最新更新，與Google助理的各種服務，實時技術支援服務以及無限制的高解析度Google裝置的照片備份。
Pixel在美國收到了積極的評論。他們被稱為「你可以買到的最好的Android手機」，並獲得相機品質和性能的讚譽。批評主要集中在高價格和缺乏防水的地方，一些評論家指出與蘋果iPhone的設計相似。Pixel在發布後遭遇了各種各樣的問題，包括通過後置鏡頭拍攝的照片中的光學鏡頭光暈，與某些行動裝置的連接問題，不穩定的藍牙連接，意外的電池關閉以及失敗的麥克風。Google已經確認並發布了針對大部分問題的修補程序。Pixel/Pixel XL可以升級的最新系統為Android 10。

## 历史
Google之前通过Google Nexus计划与OEM制造商共同开发旗舰Android设备，这些设备被设计为Android平台的“参考”设备，但会与各自合作伙伴制造的其他设备保持相似之处（如Nexus 4与LG Optimus G）。摩托罗拉前总裁里克·奥斯特洛（Rick Osterloh）于2016年4月加入Google，担任其硬件高级副总裁，此后Google启动了自有硬件产品和平台生态系统的开发。开发项目包括Google Home智能扬声器，Google助理，Google Daydream以及全新的虚拟现实平台。 
Pixels于2016年10月4日发布，并作为Google的Android 7.1“牛轧糖”首发设备。